# Lucjan Koć
Lucjan Koć, ps. Jarząbek (ur. 1 grudnia 1913 w Grabianowie) – polski działacz spółdzielczy, komendant podokręgu Siedlce i obwodu Siedlce Okręgu Lublin Batalionów Chłopskich.

## Życiorys
Przed wojną uzyskał niepełne wykształcenie wyższe. Był mocno zaangażowany w działalność Centralnego Związku Młodzieży Wiejskiej Siew, działał w jego centrali. Był elewem dywizyjnego kursu podchorążych rezerwy piechoty przy 79 pułku piechoty w Słonimiu.
Brał udział w kampanii wrześniowej. W 1940 rozpoczął działalność podziemną. Wstąpił do Polskiej Organizacji Zbrojnej Racławice, której był komendantem powiatowym w powiecie siedleckim. Wraz z całą organizacją przeniósł się do Batalionów Chłopskich, gdzie został komendantem obwodu Siedlce tej organizacji, a później zastępcą komendanta podokręgu Siedlce. Po aresztowaniu Stefana Skoczylasa zastąpił go na stanowisku komendanta podokręgu Siedlce.
Działał w Stronnictwie Ludowym „Roch” i PSL. Ukończył wyższe studia i pracował w spółdzielczości.
Odznaczony m.in. Krzyżem Srebrnym Orderu Virtuti Militari.